# Горки плодови
Горки плодови је српска телевизијска серија снимљена у копродукцији Радио-телевизије Србије и продукцијске куће Аве Сербија. Приказивала се од октобра 2008. до маја 2009. на Првом програму Радио-телевизије Србије.
Синиша Ковачевић је приказао сублимацију свих негативности које су у протеклих деценију и по погађале ове просторе. Сабрао је све опоре и отровне плодове који су загађивали и појединце и друштво. Између вила на Дедињу и картонских насеља, бестидних политичара, нарко-растурача, силиконских певачица, грађанског света, жртава прелаза, свештеника и безбожника, Ковачевић портретише одразе једне стварности која подстиче и сузе и смех, али и запитаност.
Главни и одговорни уредник Културно-образовног програма РТС-а, Божидар Николић је рекао да је ова серија донела „напокон нешто ново“:
У „Горким плодовима“ има свега; очајања, лирике, вапаја, говоре о темама од којих окрећемо главу и према којима смо равнодушни, и сигуран сам да ће Синиша Ковачевић снагом свог дара показати та места на која смо огуглали.
У серији се појављује преко двеста ликова, али они нису епизодни, него се ради о двеста драмских улога.